# Leptotarsus (Aurotipula) ferruginosus
Leptotarsus (Aurotipula) ferruginosus is een tweevleugelige uit de familie langpootmuggen (Tipulidae). De soort komt voor in het Australaziatisch gebied.